# Miltochrista satakia
Miltochrista satakia là một loài bướm đêm thuộc phân họ Arctiinae, họ Erebidae.